# Begonia naumoniensis
Begonia naumoniensis is een plant uit de begoniafamilie (Begoniaceae). De plant is endemisch in Nieuw-Guinea.

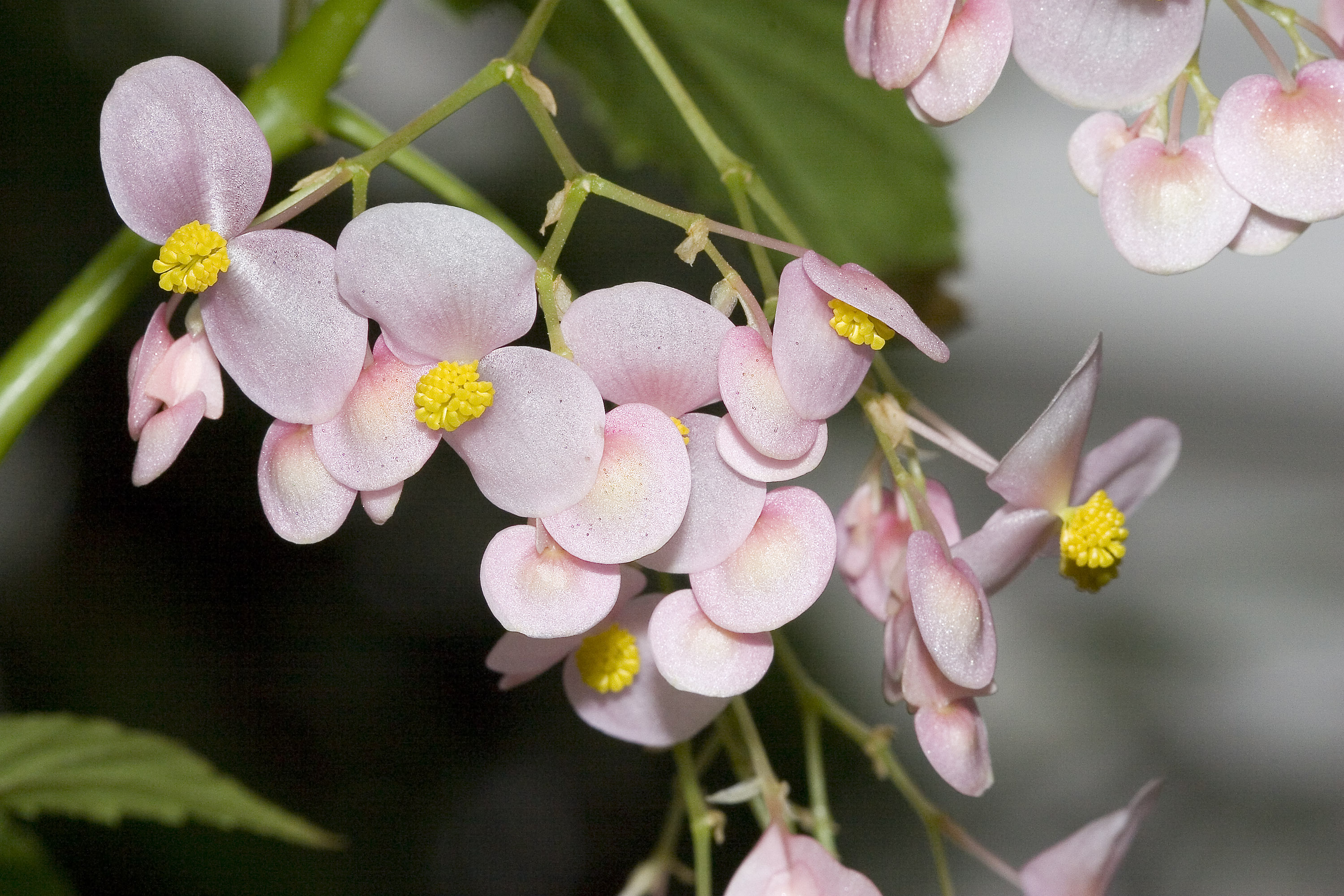
Bloemen